# دیمیتار دیمیتروف (مربی فوتبال)
دیمیتار دیمیتروف (بلغاری: Димитър Петров Димитров؛ زادهٔ ۹ ژوئن ۱۹۵۹) بازیکن و مربی فوتبال اهل بلغارستان است.